# Alberto Baltar Tojo
Alberto Baltar Tojo (Santiago de Compostela, 1 de abril de 1939-Vigo, 21 de agosto en 1993), fue un arquitecto español.

## Trayectoria
Hijo de Ramón Baltar Domínguez. Se formó en la Universidad de Santiago de Compostela (USC), en Barcelona y en Madrid y en 1965 abrió despacho en Vigo, donde colaboró con profesionales como Xosé Bar Boo, Xaime Riera o Xaime Garrido Rodríguez, con los que hizo los PGOU de Bayona y Nigrán
Fue uno de los fundadores del Colegio Oficial de Arquitectos de Galicia, del que fue secretario entre 1979 y 1981.
El mismo año de su muerte el Ayuntamiento de Vigo le puso su nombre la una calle: Arquitecto Alberto Baltar.

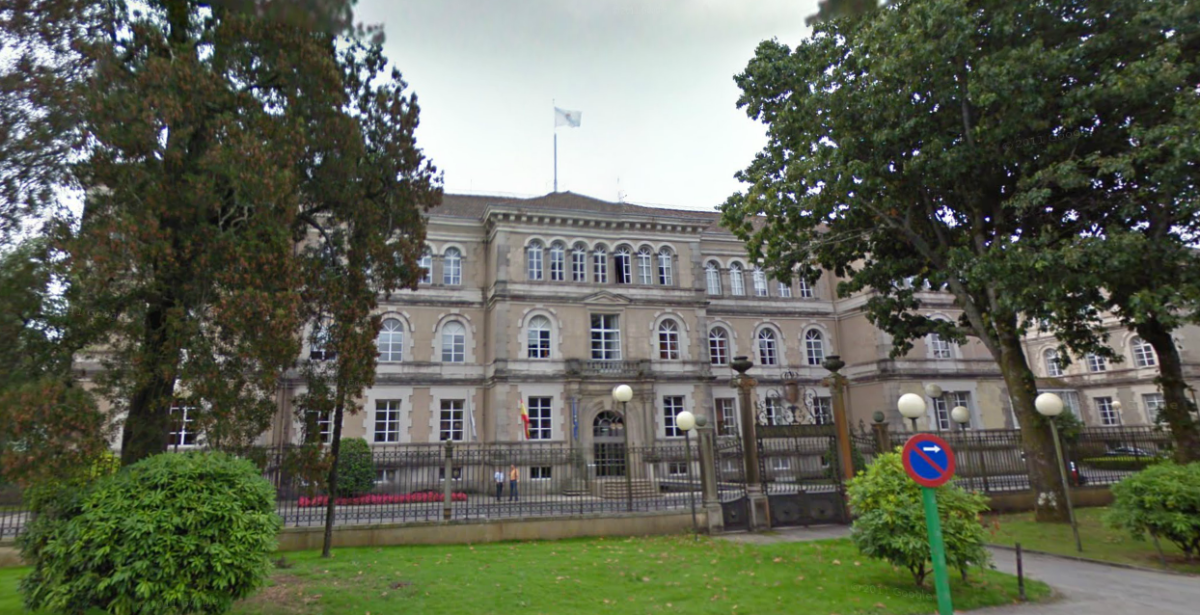
Alberto Baltar rehabilitó el edificio central de la Junta de Galicia de San Caetano, en Santiago de Compostela.

## Obra
- Centro Médico Povisa.
- Rehabilitación de San Caetano.
- Nave industrial en la r/ Jacinto Benavente de Vigo, 1988.[2]
- Nave Industrial Freiremar, en Vigo, 1988.[3]
- Nave Industrial Galiciamar, en Vigo, 1989.[4]
- Centro de la Tercera Edad del Carballiño.
- Centro de la Tercera Edad de la Estrada.
- Escuela Rosalía de Castro, de Vigo.